# Слабошув (гміна)
Гміна Слабошув (пол. Gmina Słaboszów) — сільська гміна у південній Польщі. Належить до Меховського повіту Малопольського воєводства.
Станом на 31 грудня 2011 у гміні проживало 3759 осіб.

## Площа
Згідно з даними за 2007 рік площа гміни становила 76.96 км², у тому числі:
- орні землі: 87.00%
- ліси: 6.00%

Таким чином, площа гміни становить 11.37% площі повіту.

## Населення
Станом на 31 грудня 2011:
| Опис     | Загалом | Загалом | Чоловіки | Чоловіки | Жінки | Жінки |
| -------- | ------- | ------- | -------- | -------- | ----- | ----- |
| одиниця  | осіб    | %       | осіб     | %        | осіб  | %     |
| все      | 3759    | 100     | 1904     | 50.65    | 1855  | 49.35 |
| міське   | 0       | 100     | 0        |          | 0     |       |
| сільське | 3759    | 100     | 1904     | 50.65    | 1855  | 49.35 |

## Сусідні гміни
Гміна Слабошув межує з такими гмінами: Дзялошице, Ксьонж-Велькі, Мехув, Рацлавіце.